# Stromboscerus
Stromboscerus är ett släkte av skalbaggar. Stromboscerus ingår i familjen Dryophthoridae.
Kladogram enligt Catalogue of Life:
| Stromboscerus | \| \| Stromboscerus schuppeli \| \| \| \| |
|               | \| \| Stromboscerus schuppeli \| \| \| \| |
|               | Stromboscerus schuppeli                   |
|               |                                           |